# Пантожа, Алешандри
Алеша́ндри Панто́жа (порт. Alexandre Pantoja Passidomo; род. 16 апреля 1990, Рио-де-Жанейро, Бразилия) — бразильский профессиональный боец смешанных боевых искусств. Действующий чемпион UFC чемпион в наилегчайшем весе. Занимает 5 строчку официального рейтинга UFC среди лучших бойцов независимо от весовой категории (англ. pound-for-pound).

## Карьера в смешанных единоборствах

### Ultimate Fighting Championship
Дебют Пантожи в UFC состоялся 28 января 2017, на турнире UFC on Fox 23 в противостоянии с Эриком Шелтоном. Пантожа выиграл бой раздельным решением судей.
Следующим соперником Алешандри стал Нил Сири на турнире UFC Fight Night 113, прошедшим 16 июля 2017 года. Алешандри забрал победу удушением соперника сзади в третьем раунде.
В начале следующего года встретился в клетке с Дастином Ортизом, 20 января на турнире UFC 220. Пантожа проиграл единогласным решением судей.
Далее был бой с будущим чемпионом UFC Брэндоном Морено на турнире UFC Fight Night 129. Бой завершился победой бразильца единогласным судейским решением.
В 2019 году провёл бой с ещё одним будущим чемпионом промоушена Дейвисоном Фигейреду 27 июля 2019 года на турнире UFC 240, проиграв единогласным судейским решением. Бойцы получили награду «Лучший бой вечера» .
Девятнадцатого июля 2020 года проиграл дагестанскому бойцу с нарушением слуха Аскару Аскарову на турнире UFC Fight Night 172. Бой продлился все три раунда и завершился единогласным решением судей. Это стало третьим поражением Алешандре в UFC
В декабре 2020 года ожидалась встреча Пантожи и новичка в промоушине, перешедшего из Rizin FF, где он имел титул чемпиона в наилегчайшем весе — Манеля Капе на турнире UFC Fight Night 183. Однако Пантожа снялся с боя по неизвестным причинам. Позже бой всё-таки состоялся на турнире UFC Fight Night 184 в Лас-Вегасе. Алешандри победил единогласным судейским решением.

## Титулы и достижения
- Ultimate Fighting Championship
  - Действующий чемпион в наилегчайшем весе 
    - 4 успешных защиты титула против Брэндона Ройвала, Стива Эрцега, Кая Асакуры и Кая Кара-Франса
    - Второе место по количеству побед в титульных боях в истории наилегчайшего дивизиона UFC (5)

  - Награда «Лучший бой вечера» (два раза) против. Дейвисона Фигейреду и Брэндона Морено[12]
  - Награда «Выступление вечера» (четыре раза) против. Мэтта Шнелла, Брэндон Ройвал, Алекс Перес и Кая Асакуры
  - Наибольшее количество побед подряд в истории наилегчайшего веса UFC (8)
  - Наибольшее количество побед сабмишенами в истории наилегчайшего веса UFC (6)
  - Второй по количеству побед в титульных боях в истории наилегчайшего дивизиона UFC (5)
  - Наибольшее количество побед в истории наилегчайшего веса UFC (14)
  - Вторая по продолжительности победная серия в истории наилегчайшего дивизиона UFC (8)
  - Четвертое место по количеству боев в истории наилегчайшего дивизиона UFC (17)
  - Третий по количеству успешных тейкдаунов в истории наилегчайшего дивизиона UFC (40)
  - Четвёртый по акцентированым ударам в истории наилегчайшего дивизиона UFC (935)
  - Пятый по общему количеству ударов в истории наилегчайшего дивизиона UFC (1161)
  - Пятый по общему времени боя в истории наилегчайшего веса UFC (3:24:21)
  - Четвертый по количеству времени  контроля в истории дивизиона наилегчайшего веса UFC (1:09:19)
  - Четвертый по количеству времени контроля сверху в истории наилегчайшего веса UFC (53:14)

- MMAJunkie.com
  - Бой месяца июль 2019 против. Дейвисона Фигейреду<ref>MMA Junkie's 'Fight of the Month' for July: The flyweights deliver again. mmajunkie.com (8 августа 2019). Дата обращения: 26 декабря 2021. Архивировано 26 декабря 2021 года.<reff>

- RFA
  - Чемпион в наилегчайшем весе (один раз; бывший)
  - Также владел титулом AXS TV Superfight

## Статистика в профессиональном ММА
| Боёв 35  | Побед 30 | Поражений 5 |
| -------- | -------- | ----------- |
| Нокаутом | 8        | 0           |
| Сдачей   | 12       | 0           |
| Решением | 10       | 5           |

| Результат | Рекорд | Соперник           | Способ                                         | Турнир                                     | Дата             | Раунд | Время | Место                    | Примечание                                                                   |
| --------- | ------ | ------------------ | ---------------------------------------------- | ------------------------------------------ | ---------------- | ----- | ----- | ------------------------ | ---------------------------------------------------------------------------- |
| Победа    | 30-5   | Кай Кара-Франс     | Сдача (удушение сзади)                         | UFC 317                                    | 29 июня 2025     | 3     | 1:55  | Парадайс, Невада, США    | Защитил (4) титул чемпиона UFC в наилегчайшем весе                           |
| Победа    | 29-5   | Кай Асакура        | Сдача (удушение сзади)                         | UFC 310                                    | 7 декабря 2024   | 2     | 2:05  | Парадайс, Невада, США    | Защитил (3) титул чемпиона UFC в наилегчайшем весе; «Выступление вечера» (4) |
| Победа    | 28-5   | Стив Эрцег         | Единогласное решение                           | UFC 301                                    | 4 мая 2024       | 5     | 5:00  | Рио-де-Жанейро, Бразилия | Защитил (2) титул чемпиона UFC в наилегчайшем весе                           |
| Победа    | 27-5   | Брэндон Ройвал     | Единогласное решение                           | UFC 296                                    | 16 декабря 2023  | 5     | 5:00  | Лас-Вегас, Невада, США   | Защитил (1) титул чемпиона UFC в наилегчайшем весе                           |
| Победа    | 26-5   | Брэндон Морено     | Раздельное решение                             | UFC 290                                    | 8 июля 2023      | 5     | 5:00  | Лас-Вегас, Невада, США   | Завоевал титул чемпиона UFC в наилегчайшем весе. «Бой вечера» (2)            |
| Победа    | 25-5   | Алекс Перес        | Сдача (удушение сзади)                         | UFC 277                                    | 30 июля 2022     | 1     | 1:31  | Даллас, Техас, США       | «Выступление вечера» (3)                                                     |
| Победа    | 24-5   | Брэндон Ройвал     | Сабмишном (удушение сзади)                     | UFC on ESPN: Каннонье vs. Гастелум         | 21 августа 2021  | 2     | 1:46  | Лас-Вегас, США           | «Выступление вечера» (2)                                                     |
| Победа    | 23-5   | Манэл Капе         | Решением (единогласным)                        | UFC Fight Night: Оверим vs. Волков         | 6 февраля 2021   | 3     | 5:00  | Лас-Вегас, США           |                                                                              |
| Поражение | 22-5   | Аскар Аскаров      | Решением (единогласным)                        | UFC Fight Night: Фигейреду vs. Бенавидес 2 | 18 июля 2020     | 3     | 5:00  | Абу-Даби, ОАЭ            |                                                                              |
| Победа    | 22-4   | Мэтт Шнелл         | Нокаутом (удары)                               | UFC Fight Night: Эдгар vs. Корейский зомби | 21 декабря 2019  | 1     | 4:17  | Пусан, Южная Корея       | «Выступление вечера»                                                         |
| Поражение | 21-4   | Дейвисон Фигейреду | Решением (единогласным)                        | UFC 240: Холловэй — Эдгар                  | 27 июля 2019     | 3     | 5:00  | Эдмонтон, Канада         | «Бой вечера»                                                                 |
| Победа    | 21-3   | Вилсон Рейс        | Техническим нокаутом (удары)                   | UFC 236: Холловэй — Порье                  | 13 апреля 2019   | 1     | 2:58  | Атланта, США             |                                                                              |
| Победа    | 20-3   | Юта Сасаки         | Сабмишном (удушение сзади)                     | UFC Fight Night: Мэгни vs. Понзиниббио     | 17 ноября 2018   | 1     | 2:18  | Буэнос-Айрес, Аргентина  |                                                                              |
| Победа    | 19-3   | Брэндон Морено     | Решением (единогласным)                        | UFC Fight Night: Майа vs. Усман            | 19 мая 2018      | 3     | 5:00  | Сантьяго, Чили           |                                                                              |
| Поражение | 18-3   | Дастин Ортис       | Решением (единогласным)                        | UFC 220: Миочич — Нганну                   | 20 января 2018   | 3     | 5:00  | Бостон, США              |                                                                              |
| Победа    | 18-2   | Нил Сири           | Сабмишном (удушение сзади)                     | UFC Fight Night: Нельсон vs. Понзиниббио   | 16 июля 2017     | 3     | 2:31  | Глазго, Шотландия        |                                                                              |
| Победа    | 17-2   | Эрик Шелтон        | Решением (раздельным)                          | UFC on Fox 23: Шевченко vs. Пенья          | 28 января 2017   | 3     | 5:00  | Денвер, США              | Дебют в UFC.                                                                 |
| Победа    | 16-2   | Дамасио Пейдж      | Техническим сабмишном (удушение треугольником) | AXS TV Fights — RFA vs. Legacy Superfight  | 8 мая 2015       | 2     | 5:00  | Тьюника, Мисcисипи, США  |                                                                              |
| Победа    | 15-2   | Мэтт Манзанарес    | Техническим сабмишном (удушение сзади)         | RFA 18 — Manzanares vs. Pantoja            | 12 сентября 2014 | 2     | 2:38  | Альбукерке, США          |                                                                              |
| Победа    | 14-2   | Линкольн де        | Решением (единогласным)                        | Shooto — Brazil 45                         | 20 декабря 2013  | 3     | 5:00  | Рио-де-Жанейро, Бразилия |                                                                              |
| Победа    | 13-2   | Даниэль Ароджо     | Сабмишном (удушение сзади)                     | WOCS — Watch Out Combat Show 31            | 1 ноября 2013    | 1     | 2:13  | Рио-де-Жанейро, Бразилия |                                                                              |
| Победа    | 12-2   | Родриго Фавачо     | Сабмишном (удушение сзади)                     | MMA Fight Show — Summer Edition            | 16 марта 2013    | 1     | 4:29  | Арраял-ду-Кабу, Бразилия |                                                                              |
| Победа    | 11-2   | Линкольн де        | Решением (единогласным)                        | Shooto — Brazil 32                         | 14 июля 2012     | 3     | 5:00  | Рио-де-Жанейро, Бразилия |                                                                              |
| Победа    | 10-2   | Сандро Кина        | Нокаутом (удары)                               | FA — Fatality Arena Fight Night 1          | 9 декабря 2011   | 3     | 3:58  | Нитерой, Бразилия        |                                                                              |
| Победа    | 9-2    | Самуэль де         | Техническим нокаутом (удары локтями и руками)  | WFC — Pretorian Trials                     | 22 декабря 2010  | 1     | 1:23  | Рио-де-Жанейро, Бразилия |                                                                              |
| Победа    | 8-2    | Бруно Азеведу      | Сабмишном (удушение сзади)                     | Shooto — Brazil 18                         | 17 сентября 2010 | 1     | 0:00  | Бразилиа, Бразилия       |                                                                              |
| Поражение | 7-2    | Жуссьер Формига    | Решением (единогласным)                        | Shooto — Brazil 16                         | 12 июня 2010     | 3     | 5:00  | Рио-де-Жанейро, Бразилия |                                                                              |
| Победа    | 7-1    | Ральф Алвес        | Решением (раздельным)                          | WOCS — Watch Out Combat Show 6             | 12 декабря 2009  | 3     | 5:00  | Рио-де-Жанейро, Бразилия |                                                                              |
| Победа    | 6-1    | Мэгно Алвес        | Нокаутом (удары)                               | WOCS — Watch Out Combat Show 5             | 27 сентября 2009 | 1     | 0:00  | Рио-де-Жанейро, Бразилия |                                                                              |
| Победа    | 5-1    | Майкл Уильям       | Решением (единогласным)                        | Shooto — Brazil 13                         | 27 августа 2009  | 3     | 5:00  | Форталеза, Бразилия      |                                                                              |
| Победа    | 4-1    | Бруно Морено       | Техническим нокаутом (остановка доктором)      | Shooto — Brazil 12                         | 30 мая 2009      | 3     | 4:09  | Рио-де-Жанейро, Бразилия |                                                                              |
| Победа    | 3-1    | Габриэль Вольфф    | Техническим нокаутом (остановка доктором)      | Shooto — Brazil 11                         | 28 марта 2009    | 2     | 5:00  | Рио-де-Жанейро, Бразилия |                                                                              |
| Поражение | 2-1    | Уильям Вианна      | Решением (раздельным)                          | WOCS Watch Out Combat Show 2               | 25 сентября 2008 | 3     | 5:00  | Рио-де-Жанейро, Бразилия |                                                                              |
| Победа    | 2-0    | Петерсон Мэлфорт   | Техническим нокаутом (удары)                   | RF — Rocinha Fight                         | 2 августа 2008   | 2     | 0:00  | Рио-де-Жанейро, Бразилия |                                                                              |
| Победа    | 1-0    | Антонио Карлос     | Сабмишном (рычаг локтя)                        | VF — Vila Fight                            | 21 июля 2007     | 1     | 0:00  | Рио-де-Жанейро, Бразилия |                                                                              |